# Ондљаро
Ондљаро (фр. Andelarrot) насеље је и општина у источној Француској у региону Франш-Конте, у департману Горња Саона која припада префектури Везул.
По подацима из 2011. године у општини је живело 237 становника, а густина насељености је износила 41,51 становника/km². Општина се простире на површини од 5,71 km². Налази се на средњој надморској висини од 300 метара (максималној 431 m, а минималној 289 m).

## Демографија
| 1962. | 1968. | 1975. | 1982. | 1990. | 1999. | 2011. |
| ----- | ----- | ----- | ----- | ----- | ----- | ----- |
| 93    | 103   | 105   | 151   | 173   | 163   | 237   |

График промене броја становника у току последњих година